# La grande pace
La grande pace è un dipinto a olio e sabbia su tela (150 x 150 cm) realizzato nel 1967 dal pittore albanese Ibrahim Kodra, fa parte della collezione d'arte del Parlamento italiano.

## Descrizione
Il dipinto di Kodra, appartenente alla corrente artistica del cubismo, ritrae un uomo che libera una colomba simbolo di pace universale.